# Evgeny Kuznetsov
Evgeny Vladimirovich Kuznetsov (Stavropol, 12 de abril de 1990) é um saltador russo, medalhista olímpico. 

## Carreira

### Londres 2012
Evgeny Kuznetsov representou seu país nos Jogos Olímpicos de Verão de 2012, na qual conquistou uma medalha de de prata no trampolim sincronizado com Ilya Zakharov. 

### Rio 2016
No trampolim individual ficou em quarto lugar com 481.35 pts.